# Emmanuelle Riva
Emmanuelle Riva, nome artístico de Paulette Germaine Riva  (Cheniménil, Lorena 24 de fevereiro de 1927 — Paris, 27 de janeiro de  2017), foi uma atriz francesa, também conhecida como um dos símbolos do amor da Nouvelle vague. É  conhecida por suas atuações nos filmes Hiroshima mon amour, Léon Morin, prêtre, Thérèse Desqueyroux e Amour. Em 2013, foi indicada ao Oscar de Melhor Atriz pela sua atuação em Amour, sendo a atriz mais idosa a receber uma indicação ao Oscar nessa categoria.

## Vida e carreira
Nasceu no vale do  Vologne, no departamento dos Vosges, numa família operária  de origem italiana (seu avô,  Alfred Riva, era de  Monvalle,  Itália) .  quando jovem, trabalhava como costureira. Grande leitora de obras teatrais, junta-se a um pequeno grupo amador de Remiremont. Convencida de sua aptidão artística e apesar da oposição da família,  passa no concurso da  École nationale supérieure des arts et techniques du théâtre (mais conhecida como école de la rue Blanche) e se transfere para Paris em 1953, com uma bolsa de estudos.
Seu  papel mais conhecido foi como a protagonista (sem nome) de Hiroshima mon amour (1959), um dos filmes  precursores da Nouvelle vague  e um dos  mais importantes da história do cinema. Durante as filmagens de Hiroshima mon amour, ela  filmou na cidade de  Hiroshima. Meio século mais tarde, as fotografias do filme foram expostas no Salão da Nikon e foram publicadas em  livro na França e no Japão.
Riva  também atuou em Adua e le compagne, Léon Morin, Prêtre, Desqueyroux Teresa (com o qual ganhou a Copa Volpi de melhor atriz no Festival de Veneza), Thomas l'imposteur, The Eyes, the Mouth, Trois couleurs: bleu (como a mãe de Juliette Binoche, a protagonista do filme), e Venus Beauty Institute.
Emmanuelle também era poetisa e publicou suas poesias em Juste derrière le sifflet des trains ( 1969, reeditado em 1976), Le Feu des miroirs (1975) e L'Otage du désir (1982).
Morreu em 27 de janeiro de 2017, aos 89 anos.

## Filmografia
| Ano  | Filme                                     | Notas |
| ---- | ----------------------------------------- | --- |
| 1959 | Hiroshima mon amour                       | Indicada - BAFTA de Melhor Atriz Estrangeira |
| 1959 | Kapò                                      | |
| 1961 | Léon Morin, Priest (Léon Morin, prêtre)   | |
| 1962 | Thérèse Desqueyroux                       | Copa Volpi no Festival de Veneza |
| 1965 | Thomas the Impostor (Thomas l'imposteur)  | |
| 1967 | Risky Business (Les risques du métier)    | |
| 1993 | Three Colors: Blue (Trois Couleurs: Bleu) | |
| 1999 | Venus Beauty Institute                    | |
| 2001 | Médée                                     | |
| 2009 | A Man and His Dog                         | |
| 2011 | Le Skylab                                 | |
| 2012 | Amour                                     | BAFTA de Melhor Atriz Principal European Film Award de Melhor Atriz Los Angeles Film Critics Association Award de Melhor Atriz San Francisco Film Critics Circle Award de Melhor Atriz Indicada - Oscar da Academia de Melhor Atriz Pendente - Critics Choice Award de Melhor Atriz Principal Pendente - London Film Critics Circle Award de Atriz do Ano Indicada - Chicago Film Critics Association Award de Melhor Atriz Indicada - New York Film Critics Circle Award de Melhor Atriz Indicada - Satellite Award de Melhor Atriz no Cinema Indicada - Toronto Film Critics Association Award de Melhor Atriz Indicada - Washington D.C. Area Film Critics Association Award de Melhor Atriz |